# Campeonato Argentino M18 2013
El Campeonato Argentino de Menores de 18 años de 2013 fue un torneo para los seleccionados M18 de las uniones regionales afiliadas a la Unión Argentina de Rugby. El torneo se llevó a cabo entre el 7 y el 13 de abril de 2013, disputándose en conjunto con el Campeonato Argentino M17 de 2013 en las instalaciones del Santiago Lawn Tennis Club y el Old Lions Rugby Club en Santiago del Estero.
La Unión de Rugby de Tucumán se quedó con el campeonato al vencer 23-10 en la final a la Unión de Rugby de Cuyo. El tucumano Domingo Miotti anotó trece puntos en la final para los Naranjitas en la final, producto de tres penales y dos conversiones. La Zona Ascenso fue ganada por los anfitriones, la Unión Santiagueña de Rugby, al vencer en la final a la Unión de Rugby de Mar del Plata por un ajustado 18-16.

## Cambios de formato
La Unión Argentina de Rugby decidió durante esta temporada disputar los Campeonato Juveniles durante la primera mitad del año, trasladando el Campeonato Argentino de Mayores al final de la temporada con el objetivo de dar más prestigio al torneo y evitando el conflicto de fechas con la Vodacom Cup. Además de esto, la UAR decidió que los torneos juveniles se disputasen en las categorías M17 y M18, dejando de lado los torneos M19, y llevándose a cabo bajo el formato "concentrado", similar al de los torneos Súper 9. De esta manera, todos los encuentros se jugaron en una sede única con el objetivo de optimizar costos y facilitando los trabajos de desarrollo, aprendizaje y monitoreo por parte de la UAR. La sede elegida fue la Provincia de Santiago del Estero.
El torneo pasó a disputarse bajo un formato de eliminación directa a tres rondas, con los equipos eliminados continuando sus campanas en cuadros para definir su posicionamiento final, garantizando que todos los equipos disputasen tres partidos a lo largo del torneo. Los equipos fueron distribuidos y organizados de acuerdo a las posiciones finales e intercambio de plazas obtenidos durante el Campeonato Argentino M18 de 2012, manteniendo ocho equipos en la Zona Campeonato y ocho en la Zona Ascenso. El intercambio de plazas entre la Zona Campeonato y la Zona Ascenso se desarrollaron de forma independiente en cada categoría, a excepción del descenso al torneo Súper 9, en el cual se tuvieron en cuenta los resultados del Campeonato Argentino M17.

## Equipos participantes
Participaron de esta edición dieciséis equipos, ocho en la Zona Campeonato y ocho en la Zona Ascenso, correspondientes a los resultados del Campeonato Argentino M18 de 2012.
| División                  | Equipo              | Unión                                                |
| ------------------------- | ------------------- | ---------------------------------------------------- |
| Zona Campeonato 8 equipos | Buenos Aires        | Unión de Rugby de Buenos Aires                       |
| Zona Campeonato 8 equipos | Córdoba             | Unión Cordobesa de Rugby                             |
| Zona Campeonato 8 equipos | Cuyo                | Unión de Rugby de Cuyo                               |
| Zona Campeonato 8 equipos | Entre Ríos          | Unión Entrerriana de Rugby                           |
| Zona Campeonato 8 equipos | Rosario             | Unión de Rugby de Rosario                            |
| Zona Campeonato 8 equipos | Salta               | Unión de Rugby de Salta                              |
| Zona Campeonato 8 equipos | Santa Fe            | Unión Santafesina de Rugby                           |
| Zona Campeonato 8 equipos | Tucumán             | Unión de Rugby de Tucumán                            |
| Zona Ascenso 8 equipos    | Alto Valle          | Unión de Rugby del Alto Valle de Río Negro y Neuquén |
| Zona Ascenso 8 equipos    | Chubut              | Unión de Rugby del Valle del Chubut                  |
| Zona Ascenso 8 equipos    | Mar del Plata       | Unión de Rugby de Mar del Plata                      |
| Zona Ascenso 8 equipos    | Nordeste            | Unión de Rugby del Nordeste                          |
| Zona Ascenso 8 equipos    | Oeste               | Unión de Rugby del Oeste de Buenos Aires             |
| Zona Ascenso 8 equipos    | San Juan            | Unión Sanjuanina de Rugby                            |
| Zona Ascenso 8 equipos    | Santiago del Estero | Unión Santiagueña de Rugby                           |
| Zona Ascenso 8 equipos    | Sur                 | Unión de Rugby del Sur                               |

## Zona Campeonato
|  | Cuartos de final | Cuartos de final | Cuartos de final |              |         | Semifinales | Semifinales | Semifinales |         |            | Final        | Final        | Final       |  |
|  | 7 de abril       | 7 de abril       | 7 de abril       |              |         | 10 de abril | 10 de abril | 10 de abril |         |            | 13 de abril  | 13 de abril  | 13 de abril |  |
|  |                  |                  |                  |              |         |             |             |             |         |            |              |              |             |  |
|  |                  |                  |                  |              |         |             |             |             |         |            |              |              |             |  |
|  | Rosario          | Rosario          | 32               |              |         |             |             |             |         |            |              |              |             |  |
|  | Rosario          | Rosario          | 32               |              |         |             |             |             |         |            |              |              |             |  |
|  | Salta            | Salta            | 23               |              |         |             |             |             |         |            |              |              |             |  |
|  | Salta            | Salta            | 23               |              | Rosario | Rosario     | 6           |             |         |            |              |              |             |  |
|  |                  |                  |                  |              | Rosario | Rosario     | 6           |             |         |            |              |              |             |  |
|  |                  |                  | Cuyo             | Cuyo         | 22      |             |             |             |         |            |              |              |             |  |
|  | Cuyo             | Cuyo             | Cuyo             | Cuyo         | 22      | 28          |             |             |         |            |              |              |             |  |
|  | Cuyo             | Cuyo             |                  |              |         |             |             |             |         |            |              |              |             |  |
|  | Santa Fe         | Santa Fe         | 17               |              |         |             |             |             |         |            |              |              |             |  |
|  | Santa Fe         | Santa Fe         | 17               |              |         |             |             |             |         | Cuyo       | Cuyo         | 10           |             |  |
|  |                  |                  |                  |              |         |             |             |             |         | Cuyo       | Cuyo         | 10           |             |  |
|  |                  |                  | Tucumán          | Tucumán      | 23'     |             |             |             |         |            |              |              |             |  |
|  | Tucumán          | Tucumán          | Tucumán          | Tucumán      | 23'     | 52          |             |             |         |            |              |              |             |  |
|  | Tucumán          | Tucumán          |                  |              |         |             |             |             |         |            |              |              |             |  |
|  | Entre Ríos       | Entre Ríos       | 7                |              |         |             |             |             |         |            |              |              |             |  |
|  | Entre Ríos       | Entre Ríos       | 7                |              | Tucumán | Tucumán     | 8           |             |         | 3.° puesto | 3.° puesto   | 3.° puesto   |             |  |
|  |                  |                  |                  |              | Tucumán | Tucumán     | 8           |             |         | 3.° puesto | 3.° puesto   | 3.° puesto   |             |  |
|  |                  |                  | Buenos Aires     | Buenos Aires | 5       |             |             |             |         |            |              |              |             |  |
|  | Buenos Aires     | Buenos Aires     | Buenos Aires     | Buenos Aires | 5       | 29          |             |             | Rosario | Rosario    | 21           |              |             |  |
|  | Buenos Aires     | Buenos Aires     |                  |              |         |             |             |             | Rosario | Rosario    | 21           |              |             |  |
|  | Córdoba          | Córdoba          | 10               |              |         |             |             |             |         |            | Buenos Aires | Buenos Aires | 20          |  |
|  | Córdoba          | Córdoba          | 10               |              |         |             |             |             |         |            | Buenos Aires | Buenos Aires | 20          |  |
|  |                  |                  |                  |              |         |             |             |             |         |            |              |              |             |  |

### Primera fecha
| 7 de abril | Rosario | 32 - 23 | Salta | Old Lions RC, Santiago del Estero |  |
|            |         | Reporte |       |                                   |  |

| 7 de abril | Cuyo | 28 - 17 | Santa Fe | Santiago Lawn Tennis, Santiago del Estero |  |
|            |      | Reporte |          |                                           |  |

| 7 de abril | Tucumán | 52 - 7  | Entre Ríos | Santiago Lawn Tennis, Santiago del Estero |  |
|            |         | Reporte |            |                                           |  |

| 7 de abril | Buenos Aires | 29 - 10 | Córdoba | Old Lions RC, Santiago del Estero |  |
|            |              | Reporte |         |                                   |  |

### Segunda fecha
Semifinales
| 10 de abril | Rosario | 6 - 22  | Cuyo | Old Lions RC, Santiago del Estero |  |
|             |         | Reporte |      |                                   |  |

| 10 de abril | Tucumán | 8 - 5   | Buenos Aires | Santiago Lawn Tennis, Santiago del Estero |  |
|             |         | Reporte |              |                                           |  |

5.° al 8.° puesto
| 10 de abril | Salta | 30 - 13 | Santa Fe | Old Lions RC, Santiago del Estero |  |
|             |       | Reporte |          |                                   |  |

| 10 de abril | Entre Ríos | 27 - 17 | Córdoba | Santiago Lawn Tennis, Santiago del Estero |  |
|             |            | Reporte |         |                                           |  |

### Tercera fecha
Final
| 13 de abril | Cuyo | 10 - 23 | Tucumán | Old Lions RC, Santiago del Estero |  |
|             |      | Reporte |         |                                   |  |

3.° puesto
| 13 de abril | Rosario | 21 - 20 | Buenos Aires | Santiago Lawn Tennis, Santiago del Estero |  |
|             |         | Reporte |              |                                           |  |

5.° puesto
| 13 de abril | Salta | 32 - 10 | Entre Ríos | Old Lions RC, Santiago del Estero |  |
|             |       | Reporte |            |                                   |  |

7.° puesto
| 13 de abril | Santa Fe | 24 - 36 | Córdoba | Old Lions RC, Santiago del Estero |  |
|             |          | Reporte |         |                                   |  |

| Bandera de la Provincia de Tucumán |
| Tucumán Campeón                    |

## Zona Ascenso
|  | Cuartos de final    | Cuartos de final    | Cuartos de final    |                     |          | Semifinales | Semifinales | Semifinales |     |                     | Final Ascenso       | Final Ascenso | Final Ascenso |  |
|  | 7 de abril          | 7 de abril          | 7 de abril          |                     |          | 10 de abril | 10 de abril | 10 de abril |     |                     | 13 de abril         | 13 de abril   | 13 de abril   |  |
|  |                     |                     |                     |                     |          |             |             |             |     |                     |                     |               |               |  |
|  |                     |                     |                     |                     |          |             |             |             |     |                     |                     |               |               |  |
|  | Sur                 | Sur                 | 27                  |                     |          |             |             |             |     |                     |                     |               |               |  |
|  | Sur                 | Sur                 | 27                  |                     |          |             |             |             |     |                     |                     |               |               |  |
|  | Chubut              | Chubut              | 14                  |                     |          |             |             |             |     |                     |                     |               |               |  |
|  | Chubut              | Chubut              | 14                  |                     | Sur      | Sur         | 17          |             |     |                     |                     |               |               |  |
|  |                     |                     |                     |                     | Sur      | Sur         | 17          |             |     |                     |                     |               |               |  |
|  |                     |                     | Santiago del Estero | Santiago del Estero | 41       |             |             |             |     |                     |                     |               |               |  |
|  | Santiago del Estero | Santiago del Estero | Santiago del Estero | Santiago del Estero | 41       | 60          |             |             |     |                     |                     |               |               |  |
|  | Santiago del Estero | Santiago del Estero |                     |                     |          |             |             |             |     |                     |                     |               |               |  |
|  | San Juan            | San Juan            | 0                   |                     |          |             |             |             |     |                     |                     |               |               |  |
|  | San Juan            | San Juan            | 0                   |                     |          |             |             |             |     | Santiago del Estero | Santiago del Estero | 18            |               |  |
|  |                     |                     |                     |                     |          |             |             |             |     | Santiago del Estero | Santiago del Estero | 18            |               |  |
|  |                     |                     | Mar del Plata       | Mar del Plata       | 16       |             |             |             |     |                     |                     |               |               |  |
|  | Alto Valle          | Alto Valle          | Mar del Plata       | Mar del Plata       | 16       | 5           |             |             |     |                     |                     |               |               |  |
|  | Alto Valle          | Alto Valle          |                     |                     |          |             |             |             |     |                     |                     |               |               |  |
|  | Nordeste            | Nordeste            | 19                  |                     |          |             |             |             |     |                     |                     |               |               |  |
|  | Nordeste            | Nordeste            | 19                  |                     | Nordeste | Nordeste    | 30          |             |     | 11.° puesto         | 11.° puesto         | 11.° puesto   |               |  |
|  |                     |                     |                     |                     | Nordeste | Nordeste    | 30          |             |     | 11.° puesto         | 11.° puesto         | 11.° puesto   |               |  |
|  |                     |                     | Mar del Plata       | Mar del Plata       | 31       |             |             |             |     |                     |                     |               |               |  |
|  | Mar del Plata       | Mar del Plata       | Mar del Plata       | Mar del Plata       | 31       | 66          |             |             | Sur | Sur                 | 14                  |               |               |  |
|  | Mar del Plata       | Mar del Plata       |                     |                     |          |             |             |             | Sur | Sur                 | 14                  |               |               |  |
|  | Oeste               | Oeste               | 0                   |                     |          |             |             |             |     |                     | Nordeste            | Nordeste      | 14            |  |
|  | Oeste               | Oeste               | 0                   |                     |          |             |             |             |     |                     | Nordeste            | Nordeste      | 14            |  |
|  |                     |                     |                     |                     |          |             |             |             |     |                     |                     |               |               |  |

### Primera fecha
| 7 de abril | Sur | 27 - 14 | Chubut | Old Lions RC, Santiago del Estero |  |
|            |     | Reporte |        |                                   |  |

| 7 de abril | Santiago del Estero | 60 - 0  | San Juan | Santiago Lawn Tennis, Santiago del Estero |  |
|            |                     | Reporte |          |                                           |  |

| 7 de abril | Alto Valle | 5 - 19  | Nordeste | Santiago Lawn Tennis, Santiago del Estero |  |
|            |            | Reporte |          |                                           |  |

| 7 de abril | Mar del Plata | 66 - 0  | Oeste | Old Lions RC, Santiago del Estero |  |
|            |               | Reporte |       |                                   |  |

### Segunda fecha
Semifinales
| 10 de abril | Sur | 17 - 41 | Santiago del Estero | Old Lions RC, Santiago del Estero |  |
|             |     | Reporte |                     |                                   |  |

| 10 de abril | Nordeste | 30 - 31 | Mar del Plata | Santiago Lawn Tennis, Santiago del Estero |  |
|             |          | Reporte |               |                                           |  |

13.° al 16.° puesto
| 10 de abril | Chubut | 21 - 20 | San Juan | Old Lions RC, Santiago del Estero |  |
|             |        | Reporte |          |                                   |  |

| 10 de abril | Alto Valle | 19 - 10 | Oeste | Santiago Lawn Tennis, Santiago del Estero |  |
|             |            | Reporte |       |                                           |  |

### Tercera fecha
Final Ascenso
| 13 de abril | Santiago del Estero | 18 - 16 | Mar del Plata | Old Lions RC, Santiago del Estero |  |
|             |                     | Reporte |               |                                   |  |

11.° puesto
| 13 de abril | Sur | 14 - 14 | Nordeste | Santiago Lawn Tennis, Santiago del Estero |  |
|             |     | Reporte |          |                                           |  |

13.° puesto
| 13 de abril | Chubut | 19 - 32 | Alto Valle | Santiago Lawn Tennis, Santiago del Estero |  |
|             |        | Reporte |            |                                           |  |

15.° puesto
| 13 de abril | San Juan | 46 - 0  | Oeste | Santiago Lawn Tennis, Santiago del Estero |  |
|             |          | Reporte |       |                                           |  |

| Bandera de la Provincia de Santiago del Estero |
| Santiago del Estero Campeón Zona Ascenso       |